# Вилхелм (Саксония-Ваймар)
Вилхелм (на немски: Wilhelm von Sachsen-Weimar; * 11 април 1598, Алтенбург; † 17 май 1662 , Ваймар) е от 1620 г. до смъртта си херцог на Саксония-Ваймар. Той се чете и като Вилхелм IV.

## Живот
Произлиза от рода на Ернестингските Ветини. Син е на херцог Йохан III († 31 октомври 1605) от Саксония-Ваймар и съпругата му Доротея Мария фон Анхалт (1574 – 1617), дъщеря на княз Йоахим Ернст от Анхалт от род Аскани и сестра на княз Лудвиг I от Анхалт-Кьотен.
Вилхелм следва, както братята му Йохан Ернст I и Фридрих, в университет Йена. От август 1617 до 1619 г. той пътува с братята си през Франция, Англия и Нидерландия. С брат си Фридрих той създава на 24 август 1617 г. във Ваймар литературното „Плодоносно общество“ (Societas fructifera). На 23 години той основава на 21 юли 1621 г. заедно с приятели „Орден на постоянството“ и през 1622/1623 г. патриотичния „Немски свободен съюз“. През това време той последва братята си в Бохемската война и става по-късно генерал. При подялбата на територията им през 1641 г. херцог Вилхелм получава между другото Ваймар и Йена, след смъртта на брат му херцог Албрехт на 20 декември 1644 г. той получава и Саксония-Айзенах.
Херцог Вилхелм умира на 64 години на 17 май 1662 г. във Ваймар.

## Фамилия
Вилхелм се жени на 23 май 1625 г. за братовчедката си Елеонора Доротея фон Анхалт-Десау (1602 – 1664), принцеса от Анхалт, дъщеря на княз Йохан Георг I от Анхалт-Десау от род Аскани. Двамата имат девет деца:
- Вилхелм (*/† 1626), наследствен принц
- Йохан Ернст II (1627 – 1683), херцог на Саксония-Ваймар
- Йохан Вилхелм (1630 – 1639)
- Адолф Вилхелм (1632 – 1668), херцог на Саксония-Айзенах
- Йохан Георг I (1634 – 1686), херцог на Саксония-Марксул и по-късно на Саксония-Айзенах
- Вилхелмина Елеонора (1636 – 1653)
- Бернхард (1638 – 1678), херцог на Саксония-Йена
- Фридрих (1640 – 1656)
- Доротеа Мария (1641 – 1675), омъжена за херцог Мориц († 1681) от Саксония-Цайц

## Произведения
- Песен Herr Jesu Christ, Dich zu uns wend (Text, Str. 1 – 3, Komponisten und Liederdichter des evangelischen Gesangbuches, Göttingen 1999 (Handbuch zum Evangelischen Gesangbuch Bd.2), S. 350. ISBN 3-525-50318-0; Eberhard Weismann u.a., Liederkunde. Erster Teil: Lied 1 bis 175, Göttingen 1970 (Handbuch zum Evangelischen Kirchengesangbuch, Band III, 1. Teil, hrsg. v. Christhard Mahrenholz u.a.), S. 454 – 456., z.B. in: Evangelisches Gesangbuch Nr. 155, Gotteslob Nr. 516, Feiern und Loben Nr. 87.